# Pullela Gopichand

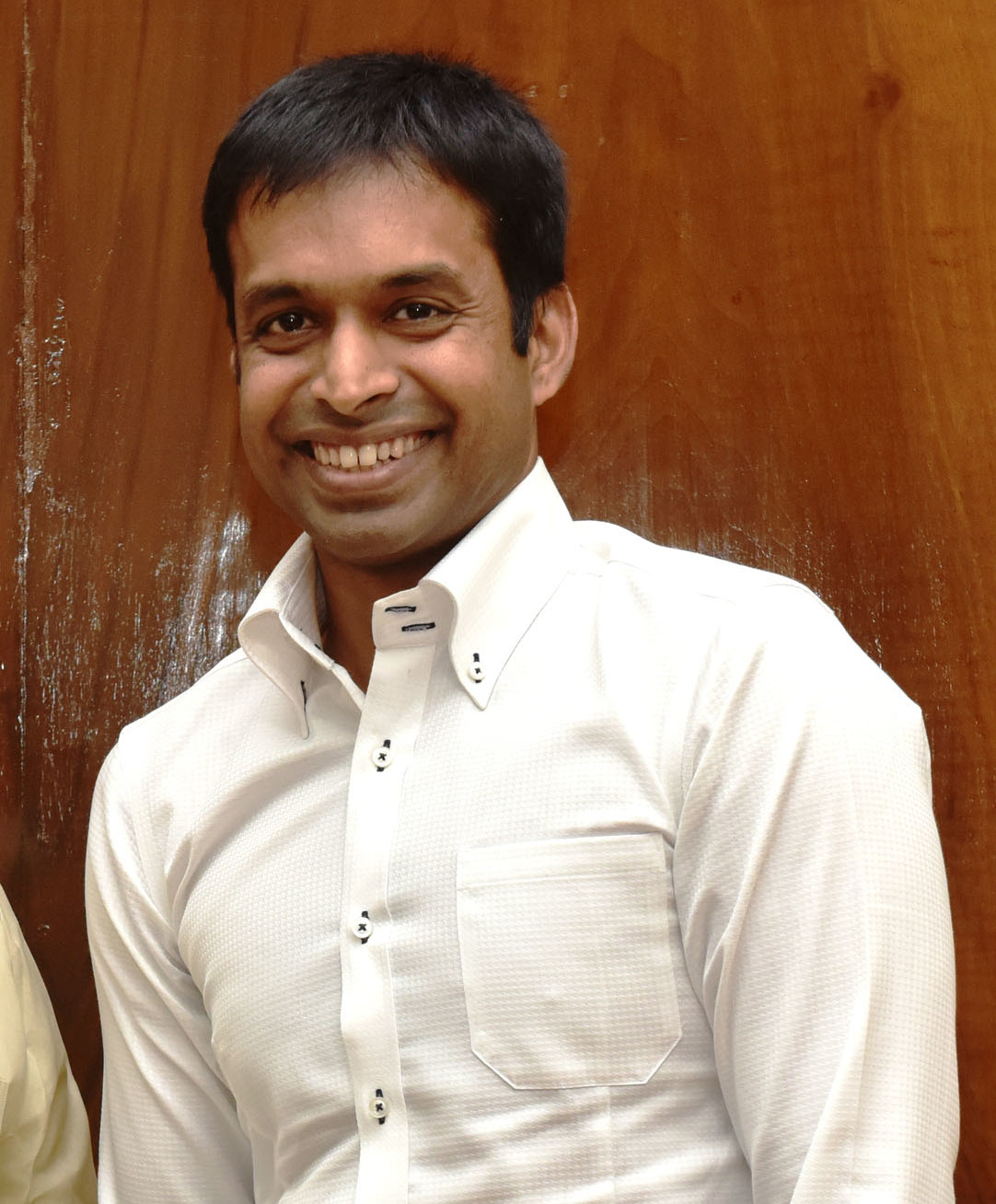
Pullela Gopichand, 2016

Pullela Gopichand (telugu పుల్లెల గోపీచంద్; * 16. November 1973 in Nagandla, Prakasam, Andhra Pradesh) ist ein indischer Badmintonspieler.

## Karriere
Pullela Gopichand gewann 1991 seinen ersten Titel bei den indischen Einzelmeisterschaften der Junioren. 1996 siegte er erstmals bei den indischen Einzelmeisterschaften der Erwachsenen. Bei den German Open der Saison 1998/1999 stand er im Finale. Platz 5 sprang für ihn bei der Weltmeisterschaft 2001 heraus. Im gleichen Jahr siegte er überraschend bei den All England.

## Sportliche Erfolge
| Saison    | Veranstaltung                               | Disziplin    | Platz | Name                            |
| --------- | ------------------------------------------- | ------------ | ----- | ------------------------------- |
| 1991      | Indien: Einzelmeisterschaften der Junioren  | Herreneinzel | 1     | Pullela Gopichand               |
| 1996      | Indien: Einzelmeisterschaften               | Herreneinzel | 1     | Pullela Gopichand               |
| 1997      | Indien: Einzelmeisterschaften               | Herreneinzel | 1     | Pullela Gopichand               |
| 1997      | SAS Badminton Trophy                        | Herreneinzel | 2     | Pullela Gopichand               |
| 1997      | Indien: Internationale Meisterschaften      | Herreneinzel | 2     | Pullela Gopichand               |
| 1998      | Indien: Einzelmeisterschaften               | Herreneinzel | 1     | Pullela Gopichand               |
| 1998/1999 | Deutschland: Internationale Meisterschaften | Herreneinzel | 2     | Pullela Gopichand               |
| 1999      | Indien: Einzelmeisterschaften               | Herreneinzel | 1     | Pullela Gopichand               |
| 1999      | Le Volant d’Or de Toulouse                  | Herreneinzel | 1     | Pullela Gopichand               |
| 1999      | Schottland: Internationale Meisterschaften  | Herreneinzel | 1     | Pullela Gopichand               |
| 2000      | Asienmeisterschaft                          | Herreneinzel | 3     | Pullela Gopichand               |
| 2000      | Indien: Einzelmeisterschaften               | Herreneinzel | 1     | Pullela Gopichand               |
| 2001      | Indonesian Open                             | Herreneinzel | 3     | Pullela Gopichand               |
| 2001      | All England                                 | Herreneinzel | 1     | Pullela Gopichand               |
| 2001      | Weltmeisterschaft                           | Herreneinzel | 5     | Pullela Gopichand               |
| 2002      | Japan Open                                  | Herreneinzel | 3     | Pullela Gopichand               |
| 2003      | Indien: Einzelmeisterschaften               | Mixed        | 1     | Pullela Gopichand / Jwala Gutta |
| 2004      | Indien: Internationale Meisterschaften      | Herreneinzel | 1     | Pullela Gopichand               |